# Screening oncologico

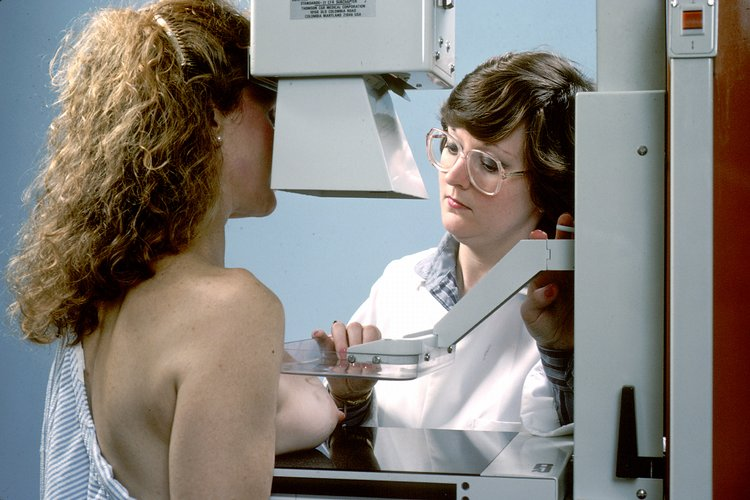
Donna durante una mammografia.

Si definisce con il termine screening oncologico l'insieme delle prestazioni volte a individuare precocemente l'insorgenza di tumori. Questi test vengono condotti su una popolazione che non presenta segni né sintomi relativi a una neoplasia.

Può essere coinvolta tutta la popolazione al di sopra di una certa età (ad esempio la colonscopia viene consigliata sopra i 50 anni a maschi e a femmine), solo un sesso (la mammografia è consigliata solo nelle donne, anche se il Tumore alla mammella esiste anche nei maschi), solo soggetti a elevato rischio di sviluppare la neoplasia per motivi genetici, professionali, voluttuari.
Le campagne di screening dovrebbero essere associate, quando sono noti dei fattori di rischio che possono essere evitati, a campagne di prevenzione della neoplasia mediante comportamenti idonei.
L'obiettivo dello screening oncologico non può però limitarsi alla diagnosi di un maggior numero di neoplasie. Lo screening si rivelerà utile solo se porta a una riduzione della mortalità generale o per lo meno alla mortalità legata a quella neoplasia. Lo screening deve quindi permettere la diagnosi della malattia in una fase in cui esiste una possibilità di guarigione, possibilità che è invece esclusa quando la malattia viene diagnosticata alla comparsa di segni o sintomi. Questo è il motivo per cui non tutte le campagne di screening oncologico hanno la stessa efficacia.

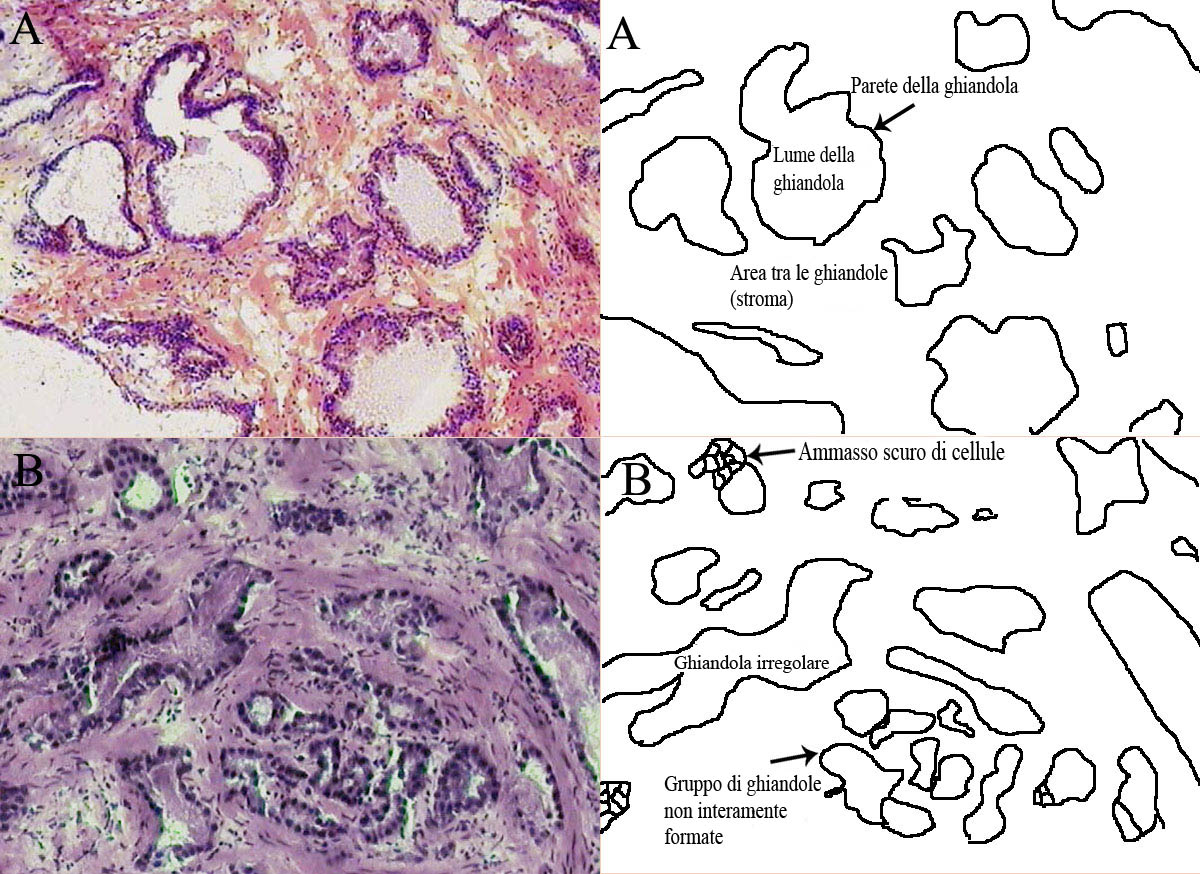
Prostata normale (A), e colpita da tumore (B). Nel carcinoma prostatico, la normale struttura ghiandolare, viene sostituita da formazioni irregolari e ammassi di cellule.

## Motivazioni
Una campagna di screening è utile quando si verificano alcune condizioni:
- la patologia ha una frequenza rilevante nella popolazione in esame
- esiste un test che permette di diagnosticare la malattia in una fase in cui essa è guaribile (o curabile con limitati effetti dannosi per il paziente)
- la malattia, se diagnosticata alla comparsa dei sintomi, non è curabile (o comporta interventi che pregiudicano gravemente la qualità di vita del paziente)

In Italia ogni anno si registrano circa 150 000 decessi dovuti al cancro. Alcuni di questi tumori possono essere curati con una percentuale di successo molto elevata se diagnosticati in tempo. Il cancro del seno, il carcinoma della prostata, il cancro del collo dell'utero, e del colon retto così come il melanoma possono essere diagnosticati con esami non invasivi. Gli esami di screening utilizzati sono: mammografia, colonscopia, e la ricerca del sangue occulto nelle feci, Pap test, visita dermatologica.
In Italia (come nella maggior parte dei Paesi occidentali) non viene messa in atto una campagna di screening per il carcinoma dello stomaco (per il quale esiste un test efficace come la gastroscopia) in quanto questa neoplasia ha un'incidenza relativamente bassa. Al contrario questo screening viene realizzato in Paesi ad alta incidenza, come ad esempio il Giappone.

## Modalità
Lo screening avviene seguendo dei protocolli che ne garantiscono la qualità a livello nazionale, tali protocolli sono soggetti a modifiche nel tempo per riflettere nuove realtà o per correggere eventuali errori presenti nel sistema.
Un abbozzo semplificato di possibile percorso di screening oncologico è il seguente:
- dopo aver selezionato la popolazione bersaglio, ad esempio tutte le donne tra i 40 e 69 anni nel caso di monitoraggio del tumore della mammella, viene inviato a tutti gli individui una lettera d'invito, con data e ora dell'appuntamento, pianificati in base alle capacità di accettazione della struttura ospedaliera di competenza;
- viene eseguito un esame, che a seconda dell'individuo e del tipo di neoplasia da monitorare, può essere ad esempio un pap test, una mammografia o rettosigmoidoscopia, colonscopia, e l'individuo può tornare a casa;
- una volta disponibili i risultati degli esami
  - se negativi, vengono comunicati all'interessato per posta e verrà informato che sarà richiamato per un nuovo esame a distanza di qualche anno;
  - in caso di non negatività, invece, l'interessato viene contattato telefonicamente e informato della necessità di compiere esami più approfonditi; si dice che il paziente è in fase due del percorso di screening;
- nella fase due, raggiunta solo da una piccola porzione di interessati (solitamente meno del 3~5%), vengono eseguiti esami più approfonditi, che a seconda dell'individuo e del tipo di neoplasia, possono essere: esami colposcopici, citologici, l'asportazione di un frammento di tessuto biopsia, e il successivo esame istologico, ulteriori test come l'ecografia, la radiografia o altri come l'ago aspirato;
  - in caso di negatività l'interessato verrà richiamato per nuovi esami di controllo a distanza di qualche anno;
  - in caso di non negatività verrà invece proposto un piano terapeutico oncologico e/o chirurgico per curare il tumore diagnosticato;
- una volta completato il piano terapeutico l'individuo entra nel protocollo di controlli periodici, ossia viene monitorato nel tempo per verificare se il tumore sia stato rimosso completamente o se si stia invece ancora sviluppando.

## Alcuni esempi discreeningoncologico

### Tumore della mammella
I protocolli per lo screening del tumore della mammella sono indirizzati a donne di età 50-69 anni, prevedono la mammografia bilaterale ogni due anni.

Questi limiti di età sono stati oggetto di critiche ed in alcuni casi sono stati modificati per includere le donne di età compresa tra 45 e 75 anni, e corrispondono alla fase in cui aumenta il rischio di un carcinoma e al tempo stesso aumenta la sensibilità della mammografia.

L'ecografia mammaria non ha attualmente un ruolo come metodica di screening, mentre è indubbio il suo valore come esame di approfondimento dopo la diagnosi (alla palpazione e/o alla mammografia) di un nodulo sospetto.

Anche la RMN mammaria non ha un ruolo nello screening della popolazione generale, ma è in fase di studio per le donne che presentano un rischio aumentato per esempio per familiarità (mutazione BRCA o simili).

### Carcinoma della prostata
Lo screening per il carcinoma della prostata rappresenta uno degli argomenti più discussi negli ultimi anni. Si tratta infatti di un cancro molto comune e che presenta una morbilità e una mortalità rilevanti.

Esistono inoltre delle metodiche di screening relativamente facili e accettabili da parte della popolazione a rischio:
dosaggio del PSA
esplorazione rettale
Purtroppo i risultati degli studi condotti in Europa e negli Stati Uniti non hanno documentato una riduzione della mortalità dei soggetti sottoposti a screening rispetto ai controlli. Dopo molti anni di entusiasmo, viene quindi oggi raccomandata una certa cautela per quanto riguarda il dosaggio del PSA in soggetti asintomatici. Bisogna infatti considerare che il trattamento del carcinoma della prostata localizzato (prostatectomia o radioterapia) provoca relativamente spesso dei disturbi della funzione sessuale e della continenza urinaria che possono avere pesanti conseguenze sulla qualità della vita del paziente.

### Tumore della cervice uterina
Questo rappresenta indubbiamente l'esempio più riuscito di una campagna di screening oncologico. La sua efficacia è stata recentemente ulteriormente migliorata mediante la ricerca del virus HPV nel materiale prelevato nel corso dell'esame.
I protocolli per lo screening del tumore della cervice uterina sono indirizzati a donne sessualmente attive di età 18-64 anni. In passato il test più usato era il test di Papanicolaou  (PAP-test) eseguito esaminando al microscopio, con una specifica colorazione o mediante "thin prep", il materiale prelevato dalla cervice uterina con un piccolo tampone o una paletta. 
Più recentemente è stata introdotta la ricerca del genoma dello HPV che si è dimostrata più sensibile  e più specifica rispetto al PAP-test. 

Si consiglia di ripetere il test ogni due o tre anni, ma la cadenza dipende dal tipo di esame che viene condotto.
È importante sottolineare che anche le donne sottoposte a vaccinazione contro lo HPV devono proseguire lo screening mediante PAP-test.

### Tumore del colon retto
I protocolli per lo screening del tumore del colon retto sono indirizzati a donne e uomini nella fascia di età 50-74 anni. In caso di familiarità per questa neoplasia è necessario incominciare lo screening in età più precoce.

I metodi di screening della popolazione asintomatica sono essenzialmente due:
- la ricerca del sangue occulto nelle feci

si tratta di un test da effettuare in soggetti che non  presentano problemi di rettorragia dovuta ad esempio a emorroidi o proctite.
è un test economico e soprattutto ben accettato dalla popolazione.
purtroppo è gravato da problemi di falsi-positivi e falsi-negativi.
- la colonscopia tradizionale

è un esame estremamente utile in quanto permette non solo di mettere in evidenza eventuali alterazioni della mucosa intestinale, ma anche di eseguire dei prelievi bioptici.
purtroppo è un esame fastidioso (anche a causa della preparazione richiesta) e quindi poco accettato dalla popolazione
viene consigliato tra i 50 e i 75 anni con una cadenza ogni 5 anni
Il ruolo della colonscopia virtuale nello screening non è ancora definito in modo sufficiente soprattutto in considerazione dei costi e della esposizione a dosi relativamente elevate di radiazioni.

## Limiti
Per quanto alcuni programmi di screening (ad esempio il test di Papanicolaou) abbiano ottenuto successi notevoli nel ridurre la mortalità per specifico tumore, nessun tipo di screening è esente da limiti intrinseci. Le metodiche di screening vengono infatti applicate a larghe parti della popolazione apparentemente sana. In particolare per alcuni tumori i limiti possono essere tanto evidenti da sconsigliare l'introduzione di un programma di screening organizzato.
I potenziali limiti degli screening organizzati sono sostanzialmente di due tipi: organizzativo e medico.
- I limiti di tipo organizzativo riguardano la capacità di un programma di reclutare l'intera popolazione obbiettivo. Per quanto ben organizzato, un programma di screening difficilmente riuscirà a superare una copertura del 70-80% della popolazione obbiettivo, e nella realtà i risultati dei programmi già avviati sono spesso ben inferiori.
- I limiti di tipo medico sono rappresentati dalla possibilità di ridurre la mortalità generale, o la mortalità specifica, utilizzando una determinata campagna di screening.